# گریس‌ویل (فلوریدا)
گریس‌ویل (به انگلیسی: Graceville) شهری در شهرستان جکسون ایالت فلوریدا است که در سال ۱۹۰۲ بنیان‌گذاری شده‌است. این شهر طبق سرشماری سال ۲۰۱۰ میلادی، ۲٬۲۷۸ نفر جمعیت داشته و مساحت آن نیز ۱۱٫۴ کیلومتر مربع است.